# Jewhen Łewycki
Jewhen Łewycki (ukr. Євге́н Леви́цький, ur. 17 stycznia 1870 w Sydorowie, zm. 21 listopada 1925 w Wiedniu) – ukraiński działacz społeczny i polityczny, publicysta, prawnik.

## Życiorys
Był znanym działaczem ruchu studenckiego. W 1892 został wybrany przewodniczącym Wszechsłowiańskiego Kongresu Studenckiego w Wiedniu.
W październiku 1890 wraz z Iwanem Franko, Mychajłem Pawłykiem, Wiaczesławem Budzynowskim, Kyryłem Trylowskim byli inicjatorami utworzenia pierwszej ukraińskiej partii politycznej - Ukraińskiej Partii Radykalnej (URP).
Należał do prawego skrzydła URP (wraz z Wołodymyrem Ochrymowyczem, Wiaczesławem Budzynowśkim, Iwanem Franko), które w grudniu 1899 utworzyło Ukraińską Partię Narodowo-Demokratyczną (UNDP). Był członkiem najwyższego organu tej partii – Komitetu Ludowego. Był współautorem programów obu partii, pisał w oficjalnym organie partii – gazecie „Narod”. Był redaktorem gazet „Buducznist” (1899), „Swoboda” (1901), „Diło”(1903).
W 1905 sprostował twierdzenie że ubiega o mandat poselski po rezygnacji Jana Walewskiego. W 1907 został wybrany na posła parlamentu austriackiego (w okręgu wyborczym Nr 59 Obertyn – Tłumacz – Potok Złoty – Stanisławów – Tyśmienica – Bohorodczany). Podczas I wojny światowej z ramienia Związku Wyzwolenia Ukrainy prowadził działalność organizacyjną i oświatową wśród jeńców wojennych pochodzenia ukraińskiego, znajdujących się w obozach jenieckich na terenie Austrii. W okresie tym prawdopodobnie był zatrudniony przez Cesarstwo Niemieckie
W latach 1918–1919 był członkiem Ukraińskiej Rady Narodowej, w latach 1919–1920 ambasadorem ZURL w Berlinie i Pradze. Po przegranej wojnie polsko-ukraińskiej pozostał na emigracji, prowadząc praktykę adwokacką w Wiedniu.